# 언어 유희
언어 유희(言語遊戱) 또는 말장난이란 동음이의어나 각운 등을 이용하여 재미있게 꾸미는 말의 표현을 의미한다. 현대에 와선 드립이라고 한다. 힙합에 많이 사용된다

## 예시
언어 유희에는 다음과 같은 방법들이 있다.
- 동음이의어를 활용하는 방법
- 비슷한 음운을 활용하는 방법
- 말의 배치를 바꿔서 하는 방법
- 발음의 유사

### 20세기의 언어 유희
20세기에는 고도의 산업화와 함께 최불암 시리즈, 완득이 시리즈가 유행했다.

### 넌센스 퀴즈
현대에 와선 퀴즈 식의 문답형 말장난이 크게 늘어났다. 쌍방향 소통의 증가로 인한 유희 문화의 확대로 인해 일어났다. 2000년대까지는 넌센스 퀴즈라고 불렸고, 2010년대 이후로는 아재드립 또는 아재개그라고 많이 불린다.

## 같이 보기
- 농담